# Colla Vella dels Xiquets de Valls
La Colla Vella dels Xiquets de Valls est un groupe de castellers de Valls, fondé en 1801 et réorganisé en 1947. Le groupe repris la tradition de la Colla Vella d'avant la Guerre civile espagnole quand les deux groupes de Valls furent alors obligés de fusionner sous le nom de Colla dels Xiquets de Valls.
Au cours du XIXe siècle, le groupe était connu comme la Colla d'en Salvador, Colla dels Pagesos, Colla de la Muixerra et plus tard Colla Vella "Rabassó".
La Colla Vella dels Xiquets de Valls fait partie du conseil scientifique du musée Casteller de Catalogne édifié à Valls.